# Ultimate Party 2019〜DDTグループ大集合!〜
『Ultimate Party 2019〜DDTグループ大集合!〜』（アルティメット パーティー 2019～DDTグループだいしゅうごう～）は、日本のプロレス団体DDTプロレスリングによって両国国技館で行われた興行。DDT所属選手以外にDDTグループ（東京女子プロレス、プロレスリングBASARA、ガンバレ☆プロレス）の選手も参加。また、DDTのタイトルマッチ以外にも各団体のタイトルマッチ（ユニオンMAX王座、インディペンデント・ワールド・ジュニアヘビー級王座、プリンセス・オブ・プリンセス王座）も行なわれた。

## 出場選手
DDTプロレスリング
- 竹下幸之介
- HARASHIMA
- 佐々木大輔
- 遠藤哲哉
- 男色ディーノ
- 高木三四郎
- 彰人
- 勝俣瞬馬
- 飯野雄貴
- 平田一喜
- 上野勇希
- 吉村直巳
- 高尾蒼馬
- マッド・ポーリー
- 島谷常寛
- 坂口征夫
- 高梨将弘
- 大石真翔
- 納谷幸男
- 渡瀬瑞基
- 松永智充
- ゴージャス松野
- スーパー・ササダンゴ・マシン
- ポコたん
- ヨシヒコ

プロレスリングBASARA
- 木高イサミ
- 関根龍一
- FUMA
- 塚本拓海
- 中津良太
- トランザム★ヒロシ
- 久保佑允
- 風戸大智
- SAGAT
- 阿部史典
- 下村大樹
- 中野貴人
- 神野聖人

ガンバレ☆プロレス
- 大家健
- 今成夢人
- 石井慧介
- 勝村周一朗
- 岩崎孝樹
- 翔太
- 鷲田周平
- HARUKAZE

東京女子プロレス
- 山下実優
- 中島翔子
- 坂崎ユカ
- 辰巳リカ
- 天満のどか
- 愛野ユキ
- 原宿ぽむ
- YUMI
- 猫はるな
- 桐生真弥
- 舞海魅星
- 鈴芽
- 渡辺未詩
- 乃蒼ヒカリ
- らく
- まなせゆうな
- 伊藤麻希
- 上福ゆき
- 白川未奈
- 沙希様
- 操

団体所属外
- アントーニオ本多（フリー）
- 大鷲透（フリー）
- 瑞希（フリー）
- 黒潮"イケメン"二郎（フリー）
- クリス・ブルックス（フリー）
- コーディ・ホール（フリー）
- 朱崇花（フリー）
- 大和ヒロシ（フリー）
- ヤス・ウラノ（フリー）
- 藤田ミノル（フリー）
- ミス・モンゴル（世界プロレス協会）
- 里歩（AEW）
- ケニー・オメガ（AEW）

## 試合
| 第一アンダーマッチ 20分一本勝負 |                                                                |                                                                                              |
| 松永智充 渡瀬瑞基 ●中村圭吾 | 6分58秒 爆発的なアックスボンバー→片エビ固め                    | 風戸大智○ 神野聖人 鷲田周平                                                                  |
| 第二アンダーマッチ 東京女子プロレス提供8人タッグマッチ 20分一本勝負                                                                        |                                                                |                                                                                              |
| ○乃蒼ヒカリ YUMI 桐生真弥 鈴芽 | 8分22秒 裏投げ→片エビ固め                                      | らく 原宿ぽむ● 猫はるな 舞海魅星                                                             |
| アイアンマンヘビーメタル級選手権試合 |                                                                |                                                                                              |
| ●翔太 | 14時30分 体固め                                                | イス◯                                                                                        |
| イスが第1433代王者に |                                                                |                                                                                              |
| ●イス | 14時31分 体固め                                                | イス◯                                                                                        |
| イスが第1434代王者に |                                                                |                                                                                              |
| 第三アンダーマッチ アイアンマンヘビーメタル級選手権時間差入場バトルロイヤル 時間無制限勝負                                                 |                                                                |                                                                                              |
| 出場選手(入場順) イス、平田一喜、ヨシヒコ、ポコたん、翔太、上福ゆき、白川未奈、HARUKAZE、SAGAT、大鷲透、ゴージャス松野                     |                                                                |                                                                                              |
| ◯翔太 ◯平田 | 4分57秒 OTR                                                    | ポコたん●                                                                                    |
| ◯翔太 | 4分41秒 OTR                                                    | ヨシヒコ●                                                                                    |
| ●イス | 5分51秒 グラビア式体固め                                       | 上福◯                                                                                        |
| 上福が第1435代王者に |                                                                |                                                                                              |
| ●上福 | 8分55秒 逆さ押さえ込み                                         | SAGAT◯                                                                                       |
| SAGATが第1436代王者に |                                                                |                                                                                              |
| ●SAGAT | 13分29秒 体固め                                                | 松野◯                                                                                        |
| 松野が第1437代王者に |                                                                |                                                                                              |
| ◯大鷲 | 13分56秒 OTR                                                   | 白川●                                                                                        |
| ◯翔太 | 13分57秒 OTR                                                   | HARUKAZE●                                                                                    |
| ◯松野 ◯平田 | 14分21秒 同時OTR                                               | 大鷲● 翔太●                                                                                  |
| ●松野 | 15分20秒 ゴージャススターエルボー自爆から押さえ込む→片エビ固め | 平田◯                                                                                        |
| 平田が第1438代王者に |                                                                |                                                                                              |
| オープニングマッチ プラケース100個マッチ 30分一本勝負                                                                                      |                                                                |                                                                                              |
| ●高木三四郎 | 5分49秒 勇脚・斬→片エビ固め                                    | 木高イサミ◯                                                                                  |
| 第二試合 第2代KO-D10人タッグ王座決定戦 60分一本勝負                                                                                        |                                                                |                                                                                              |
| 男色ディーノ 朱崇花 ◯飯野雄貴 瑞希 トランザム★ヒロシ                                                                                       | 13分43秒 スピア→体固め                                         | スーパー・ササダンゴ・マシン● まなせゆうな 黒潮"イケメン"二郎 大和ヒロシ 大石真翔            |
| ディーノ組が第2代王者組となる。 |                                                                |                                                                                              |
| 第三試合 ガントレットタッグマッチ 各30分一本勝負                                                                                           |                                                                |                                                                                              |
| 坂口征夫 中津良太 | 勝村周一朗 岩崎孝樹                                            | 天満のどか 愛野ユキ                                                                          |
| 伊藤麻希 クリス・ブルックス | 上野勇希 吉村直巳                                              | 納谷幸男 コーディ・ホール                                                                    |
| 勝村 ●岩崎 | [1分52秒] 神の右膝→エビ固め                                    | 坂口○ 中津                                                                                   |
| ●坂口 中津 | [1分52秒] OTR                                                  | 天満 愛野○                                                                                   |
| 天満 ●愛野 | [2分56秒] フライング・ビッグヘッド→片エビ固め                  | クリス 伊藤○                                                                                 |
| クリス ●伊藤 | [2分35秒] 十字架固め                                           | 上野○ 吉村                                                                                   |
| ●納谷 コーディ | [4分29秒] ラリアット→片エビ固め                                | 上野 吉村○                                                                                   |
| 第四試合 インディペンデントワールド世界ジュニアヘビー級選手権試合 60分一本勝負                                                             |                                                                |                                                                                              |
| ○石井慧介 （第29代王者） | [7分26秒] 桃色ニールキック→片エビ固め                          | 阿部史典● （挑戦者）                                                                         |
| 第29代王者が初防衛に成功。 |                                                                |                                                                                              |
| 第五試合 UWA世界6人タッグ選手権試合～3WAYマッチ 30分一本勝負                                                                               |                                                                |                                                                                              |
| ○塚本拓海 ヤス・ウラノ 中野貴人 （第64代王者組）                                                                                           | [9分9秒] ドラゴンキッカー→片エビ固め                           | 遠藤哲哉 マッド・ポーリー 島谷常寛● （挑戦者組） 大家健 今成夢人 ミス・モンゴル （挑戦者組） |
| 第64代王者組が初防衛に成功 |                                                                |                                                                                              |
| 第六試合 プリンセスタッグ選手権試合 30分一本勝負                                                                                           |                                                                |                                                                                              |
| 沙希様 ●操 （第5代王者組） | [13分46秒] ミサイルヒップ→片エビ固め                           | 辰巳リカ○ 渡辺未詩 （挑戦者組）                                                              |
| ※沙希様組が4度目の防衛に失敗、白昼夢が第6代王者組となる。                                                                                  |                                                                |                                                                                              |
| 第七試合 KO-Dタッグ選手権試合～4WAYハードコアマッチ 60分一本勝負                                                                           |                                                                |                                                                                              |
| ○佐々木大輔 高尾蒼馬 （第66代王者組） 彰人 勝俣瞬馬 （挑戦者組）                                                                           | [13分24秒] クロス・フェースロック                              | FUMA 久保佑允 （挑戦者組） 藤田ミノル 下村大樹● （挑戦者組）                                 |
| 第66代王者組が8度目の防衛に成功。 |                                                                |                                                                                              |
| 第八試合 ユニオンMAX選手権試合 30分一本勝負                                                                                                |                                                                |                                                                                              |
| ●関根龍一 （第12代王者） | [9分59秒] タカタニック→エビ固め                                | 高梨将弘○ （挑戦者）                                                                         |
| 関根が3度目の防衛に失敗、高梨が第13代王者となる。                                                                                          |                                                                |                                                                                              |
| 第九試合 プリンセス・オブ・プリンセス選手権試合 30分一本勝負                                                                               |                                                                |                                                                                              |
| ●中島翔子 （第6代王者） | [14分12秒] マジカル魔法少女スプラッシュ→片エビ固め             | 坂崎ユカ○ （挑戦者）                                                                         |
| 中島が4度目の防衛に失敗、坂崎が第7代王者となる。                                                                                           |                                                                |                                                                                              |
| セミファイナル 総研ホールディングス presents ドラマティック・ドリームマッチ 30分一本勝負                                                   |                                                                |                                                                                              |
| ○ケニー・オメガ 里歩 | [21分22秒] 片翼の天使→片エビ固め                               | アントーニオ本多● 山下実優                                                                   |
| ※勝利者賞として総研ホールディングスのグループ会社であるプロタイムズ総研様より、リフォームチケット100万円分が贈呈されました。               |                                                                |                                                                                              |
| メインイベント BLACK OUT presents KO-D無差別級＆DDT EXTREME級両選手権試合 60分一本勝負                                                     |                                                                |                                                                                              |
| ●竹下幸之介 （第72代王者） ＜KO-D王者＞ | [25分38秒] 蒼魔刀→片エビ固め                                   | HARASHIMA○ （第47代王者） ＜EXTREME王者＞                                                    |
| 竹下が第72代KO-D無差別級王座3度目の防衛に失敗、HARASHIMAが第73代KO-D無差別級王者になるとともに第47代DDT EXTREME級王座初防衛に成功。        |                                                                |                                                                                              |
| ※勝利者賞としてDDT公式エナジードリンク「BLACK OUT」販売元の株式会社ドットジェイピー様より賞金200万円と「BLACK OUT」1年分が贈呈されました。 |                                                                |                                                                                              |